# Panamerikanska spelen 1959
Panamerikanska spelen 1959 invigdes den 27 augusti 1959 i solig 32 °C värme inför 40 000 åskådare i Chicago, Illinois, USA. För första gången hölls spelen i Nordamerika. Det var först tänkt att spelen skulle hållas i Cleveland, Ohio, USA men USA:s kongress beslutade att skära ner $5 000 000 i federala bidrag, vilket tvingade staden att dra tillbaka sin ansökan. Chicago, som leddes av borgmästare Richard J. Daley, valdes sedan av Pan American Sports Organization.
Spelen öppnades på Chicagos Soldier Field, med 2 263 deltagare i 18 grenar. Yachting fans på programmet för första gången. Simmarna höll till i en bassäng av olympiska mått i Portage Park, en av stadens nordvästra delar. De manliga deltagarnas by var belägen vid Chicagos universitets campus. De 298 kvinnliga deltagarna stannade nära Shoreland Hotel.

## Medaljtabell
Värdland i ljusblå färg.
| Pl. | Nation                  | Guld | Silver | Brons | Totalt |
| --- | ----------------------- | ---- | ------ | ----- | ------ |
| 1   | USA                     | 115  | 69     | 52    | 236    |
| 2   | Argentina               | 9    | 19     | 11    | 39     |
| 3   | Brasilien               | 8    | 8      | 6     | 22     |
| 4   | Mexiko                  | 6    | 11     | 12    | 29     |
| 5   | Kanada                  | 5    | 19     | 24    | 48     |
| 6   | Chile                   | 5    | 2      | 6     | 13     |
| 7   | Jamaica                 | 2    | 4      | 8     | 14     |
| 8   | Kuba                    | 2    | 4      | 4     | 10     |
| 9   | Bahamas                 | 2    | 0      | 0     | 2      |
| 10  | Venezuela               | 1    | 7      | 7     | 15     |
| 11  | Uruguay                 | 1    | 3      | 4     | 8      |
| 12  | Panama                  | 0    | 4      | 4     | 8      |
| 13  | Peru                    | 0    | 2      | 5     | 7      |
| 14  | Puerto Rico             | 0    | 2      | 4     | 6      |
| 15  | Ecuador                 | 0    | 1      | 1     | 2      |
| 16  | Brittiska Guyana        | 0    | 0      | 3     | 3      |
| 17  | Nederländska Antillerna | 0    | 0      | 1     | 1      |
| 17  | Guatemala               | 0    | 0      | 1     | 1      |

## Sporter
- Friidrott
- Basket
- Boxning
- Cykling
- Simhopp
- Fotboll
- Vattenpolo
- Volleyboll
- Yachting